# Технические условия
Технические условия (ТУ) (англ. technical specification, фр. spécification technique) — документ, устанавливающий требования к конкретным типам, маркам, артикулам продукции. В технических условиях, как и в стандартах, содержатся технико-юридические нормы. При этом нормы права содержатся только в стандартах.
Термин может означать:
- вид стандарта организации, утвержденный изготовителем продукции или исполнителем работы, услуги;[4]:Ст. 2
- вид конструкторского документа, содержащий требования к изделию, его изготовлению, контролю, приемке и поставке, которые нецелесообразно указывать в других конструкторских документах.[5]
- вид стандарта («стандарт общих технических условий», «стандарт технических условий», «стандарт общих технических требований») или часть стандарта (раздел «Технические требования»).[6]

Наличие национального или межгосударственного стандарта общих технических условий или технических условий позволяет изготовителю не разрабатывать технические условия, если нет необходимости уточнять или дополнять установленные в них требования к конкретной продукции.:4.2

## Российская империя
В 1843 году Мельниковым П. П. были разработаны Технические условия проектирования Петербурго-Московской железной дороги. В 1873 году были разработаны общероссийские технические условия проектирования железных дорог в стадии разработки проектного задания. Изыскания и составление технических проектов производились по индивидуальным техническим условиям. В 1860 году были составлены специальные условия по проектированию мостов. В 1899 году были введены единые технические условия.

## СССР
В 1957 году был установлен список продовольственных и промышленных товаров, на которые устанавливались государственные стандарты, иные товары до утверждения стандартов могли вырабатываться по техническим условиям.
В 1962 году требования, ранее содержащиеся в технических условиях проектирования и в технических условиях на производство и приемку строительных работ, были включены в строительные нормы и правила (например, НиТУ 127-55. Нормы и технические условия проектирования естественных оснований зданий и промышленных сооружений; СН 70-59 Технические условия на производство и приемку строительных и монтажных работ. Раздел 13. Электропроводки и кабельные линии. Часть II).

## Россия
В российском законодательстве в 1993…2003 годах технические условия являлись видом технической документации (конструкторской, технологической, проектной). В технических условиях устанавливали требования, которые целесообразно было выделить из состава конструкторской, проектной и другой технической документации для использования в договорах (контрактах) на поставку продукции или строительство объекта.
С 2015 года — документ по стандартизации, относящийся к стандартам организаций.:Ст. 14
Технические условия являются техническим документом, который разрабатывается по решению разработчика и/или изготовителя или по требованию заказчика (потребителя) продукции. Технические условия являются неотъемлемой частью комплекта конструкторской или другой технической документации на продукцию, а при отсутствии документации должны содержать полный комплекс требований к продукции, её изготовлению, контролю и приемке.
Технические условия разрабатывают на одно конкретное изделие, материал, вещество или несколько конкретных изделий, материалов, веществ и т. п. (тогда указывается код ОКПД2 на каждое изделие, материал и пр.) Требования, установленные техническими условиями, не должны противоречить обязательным требованиям государственных или межгосударственных стандартов, распространяющихся на данную продукцию.
Состав, построение и оформление технических условий должны соответствовать требованиям ГОСТ, входящих в систему ЕСКД.

## Обозначение ТУ
На изделия машиностроения и приборостроения технические условия обозначают, как и другие неосновные конструкторские документы, по ГОСТ 2.201 (три группы знаков, разделенных точками, с кодом документа в конце):
- четырёхзначный буквенный код организации-разработчика (или код, выделенный при централизованном присвоении обозначения);
- шестизначный цифровой код классификационной характеристики, присвоенный изделию и конструкторскому документу по ОКП;
- трехзначный цифровой порядковый номер, присваиваемый разработчиком;
- код документа по ГОСТ 2.102 — «ТУ».

Пример: АБВГ.123456.789ТУ, где АБВГ — код организации-разработчика, 123456 — код изделия по классификатору ЕСКД, 789 — порядковый регистрационный номер.
На материалы, вещества и т. п. обозначение технических условий рекомендуется формировать следующим образом: код «ТУ», затем 4 группы цифр, разделенных дефисами:
- код группы продукции по классификатору продукции страны-разработчика технических условий (в России — первые шесть цифр ОКПД2);
- трехзначный цифровой порядковый номер, присваиваемый разработчиком;
- код предприятия разработчика технических условий по классификатору предприятий страны-разработчика технических условий (в России — по Общероссийскому классификатору предприятий и организаций);
- две (с 2000 года — четыре) последние цифры года утверждения документа.

Пример: ТУ 28.14.16-017-38576343-2013, где 28.14.16 — код ОКПД2, 017 — порядковый номер, присвоенный разработчиком, 38576343 — код ОКПО, 2013 — год утверждения.

## Структура документа
Технические условия могут являться нормативным документом, на соответствие которому проводится сертификация продукции и получение сертификата соответствия. Также технические условия являются основным документом, необходимым для принятия решения уполномоченными службами Роспотребнадзора при санитарно-эпидемиологической оценке российской продукции или Росздравнадзора при регистрации медицинских изделий. В отдельных случаях ТУ могут подлежать регистрации в Росстандарте, согласованию с пожарными службами, технадзором и так далее.